# Fool shakespeariano

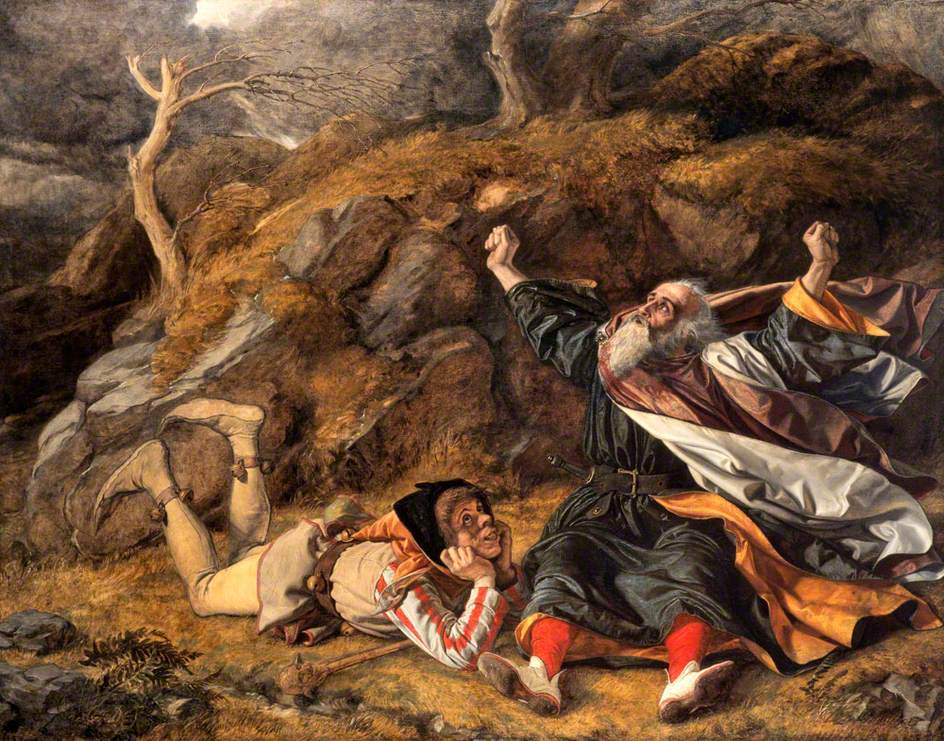
William Dyce, Il Fool e Re Lear, dipinto ispirato alla tragedia shakespeariano Re Lear

Il fool shakespeariano (o scespiriano) è un tipo di personaggio che William Shakespeare usa frequentemente nelle sue opere.

## Etimologia
In inglese la parola "fool" può essere tradotta letteralmente come "scemo" o "pazzo", ma storicamente indicava anche i giullari o buffoni di corte.

## I fool shakespiriani
Normalmente sono personaggi del popolo che usano le loro abilità teatrali e di parola per offendere o instillare dubbi e riflessioni nella mente dei personaggi di alta estrazione sociale. Sono molto simili ai giullari di corte, o ai clown dell'epoca di Shakespeare, ma le loro caratteristiche vengono accentuate al fine di sortire un effetto più di maggior teatralità. Secondo alcune analisi delle opere di Shakespeare, molte volte i Fool parlano per dare voce all'autore stesso, che può così esprimere il suo punto di vista. Altre volte, invece, il loro comportamento agisce in modo da avere un ruolo chiave sulle sorti della storia e quindi si legano alla vicenda come tutti gli altri elementi che la compongono.
Sappiamo con certezza, dalle note del First Folio, che tra gli attori shakespeariani che interpretarono parti da fool vi fu William Kempe.

## Elenco dei fool
- Touchstone in Come vi piace
- Clown analfabeta in Romeo e Giulietta
- Il fool in Re Lear
- Trinculo in La tempesta
- Cocuzza in Pene d'amor perdute
- Feste nella La dodicesima notte
- Launcelot Gobbo nel Il mercante di Venezia
- Lavache in Tutto è bene quel che finisce bene
- Un fool in Timone d'Atene
- Puck in Sogno di una notte di mezza estate
- Tersite in Troilo e Cressida
- Clown in Otello
- Dromio di Siracusa e Dromio di Efeso in La commedia degli errori
- Speed e Launce ne I due gentiluomini di Verona
- I becchini in Amleto
- Cittadino in Giulio Cesare
- Clown in Misura per misura
- Clown in Il racconto d'inverno
- Portiere in Macbeth
- Enobarbo in Antonio e Cleopatra
- Clown in Tito Andronico